# Бьёкси
Бьёкси́ (фр. Bieuxy) — коммуна во Франции, находится в регионе Пикардия. Департамент коммуны — Эна. Входит в состав кантона Вик-сюр-Эн. Округ коммуны — Суассон.
Код INSEE коммуны — 02087.

## Население
Население коммуны на 2010 год составляло 30 человек.
| 1962 | 1968 | 1975 | 1982 | 1990 | 1999 | 2010 |
| ---- | ---- | ---- | ---- | ---- | ---- | ---- |
| 30   | 28   | 22   | 26   | 21   | 25   | 30   |

## Экономика
В 2010 году среди 20 человек трудоспособного возраста (15—64 лет) 14 были экономически активными, 6 — неактивными (показатель активности — 70,0 %, в 1999 году было 68,4 %). Из 14 активных жителей работали 14 человек (7 мужчин и 7 женщин), безработных не было. Среди 6 неактивных 0 человек были учениками или студентами, 3 — пенсионерами, 3 были неактивными по другим причинам.